# Nollad
Nollad, 0 HLR eller ej HLR, är ett begrepp inom sjukvården i Sverige där en läkare bedömer att man i händelse av hjärtstillestånd hos patient inte utför basal eller avancerad hjärt-lungräddning (HLR) eftersom det kommer enbart leda till tillfällig livsupphållande.  Eftersom beslut om ej HLR inte betyder att läkaren bedömer att patienten ska dö så kommer inte palliativa behandlingar att upphöra som det skulle ha gjort om läkaren bedömt patienten enligt aktiv dödshjälp. 